# Pierre-Joseph-André Roubaud
Pour les articles homonymes, voir Roubaud.
Pierre-Joseph-André Roubaud, dit l'abbé Roubaud, né en 1731 et mort à Paris le 21 septembre 1791, est un physiocrate français. Il fut un ardent partisan de Turgot et l'un de ses conseillers. Journaliste et grammairien, on lui doit une défense de la liberté du commerce, une critique virulente de l'esclavage, et des travaux de linguistique.

## Le physiocrate
Il fut fortement influencé par Antoine Court de Gébelin dans ses études. Journaliste, il fut rédacteur du Journal de l’agriculture, du commerce et des finances de juillet 1765 à décembre 1774 et collabora aux Éphémérides du citoyen de Nicolas Baudeau à partir de mai 1768.  La même année, il se rapproche des physiocrates comme François Quesnay, du Pont de Nemours ou Mercier de la Rivière. Il défend avec force la liberté du commerce et des grains, dressant dans un ouvrage de 1769 une comparaison des effets de la liberté et de la règlementation. Cela fait de lui une des cibles des opposants aux physiocrates, qui font circuler un pamphlet intitulé Catalogue des livres nouveaux qui se trouvent chez l’abbé Roubaud, Secrétaire perpétuel de la Franche Loge économiste sous la protection de M. Turgot, le très-Vénérable Grand-Maître. 
Reprenant les théories physiocrates sur l'importance de l'agriculture, il va jusqu'à écrire : « Il n’est pas moins clair que l’agriculture donne la richesse nationale et le revenu public annuellement renaissant, tandis que le commerce ne procure que des salaires et des profits casuels à quelques particuliers qui ne manquent pas et avec raison de les soustraire à l’impôt. Il est également manifeste que la terre et la charrue sont le seul fonds, le seul bien, le seul patrimoine à jamais solide, fécond, suffisant, substantiel et riche de toute richesse ; au lieu que le commerce n’est que fumée. »

## Le critique de l'esclavage
Sa critique de l'esclavage formulée dans l'Histoire générale de l’Asie, de l’Afrique et de l’Amérique (1771) inspire Diderot dans son Histoire des Deux-Indes. Il s'est déjà attaqué à l'esclavage en 1768 dans son ouvrage anonyme Le Politique indien ou considérations sur les colonies des Indes orientales. Rejetant les arguments de ceux pour qui Blancs et Noirs sont différents et doivent donc être traités comme tels, il souligne qu'il s'agit simplement de l'effet du climat : 

« Il faudrait contredire toute certitude historique, pour ne pas convenir que la côte occidentale de l’Afrique est le pays le plus brûlant du globe ; d’où il s’ensuit, non qu’il y a des climats qui ne sont propres qu’à certaines espèces, ou des espèces affectionnées à de certains climats ; car ces prétendues espèces se transplantent d’un climat à l’autre, les blancs chez les noirs, et les noirs chez les blancs ; mais que la différence des climats change du blanc au noir, comme du blond au brun. Le soleil concourt à modifier la matière de la reproduction, comme les autres humeurs du corps. Les blancs deviennent noirs en Afrique, du moins dans la suite des générations, et les nègres deviendraient de même blancs ou basanés, en Amérique, puisqu’à la seconde génération, ils ont déjà beaucoup perdu de la noirceur africaine, quoique sous la même latitude. »

— Abbé Roubaud, Histoire générale de l’Asie, de l’Afrique et de l’Amérique.
Répondant par avance à ceux[non neutre] qui souhaitent coloniser les « races inférieures » pour leur « apporter le progrès » un siècle plus tard, il ajoute : « quand les Européens seront hommes vis-à-vis d’eux, ils en feront des hommes ».
Il s'intéresse également à la langue française, laissant un ouvrage sur les synonymes français auquel François Guizot se réfère abondamment dans son Nouveau dictionnaire universel des synonymes (première édition en 1809).

## Citation
- « Par le droit de nature, tout homme, Nègre ou Blanc, a la propriété de sa personne, c’est-à-dire, de ses facultés et de leur exercice[7]. »

## Principales publications
- 1768, Le Politique indien ou considérations sur les colonies des Indes orientales
- 1769, Représentation aux magistrats, contenant l’exposition raisonnée des faits relatifs à la liberté du commerce des grains, et les résultats respectifs des Règlements et de la liberté
- 1770, Récréations économiques, ou Lettres de l'auteur des "Représentations aux magistrats" à M. le Chevalier Zanobi, principal interlocuteur des Dialogues sur le commerce des blés, A Amsterdam et se trouve à Paris, Delalain, Lacombe, 1770. Compte rendu dans le Mercure de France, juin 1770, p. 118.
- 1771, Histoire générale de l’Asie, de l’Afrique et de l’Amérique
- 1786, Nouveaux synonymes français